# Harbor Beach
Harbor Beach – miasto w Stanach Zjednoczonych, w stanie Michigan, w hrabstwie Huron.